# Arben Minga
Arben Minga (ur. 16 marca 1959 w Tiranie, zm. 31 stycznia 2007 w Windsor) – albański piłkarz, grający podczas kariery na pozycji napastnika. W reprezentacji Albanii rozegrał 28 meczów i strzelił w nich 2 gole.